# Between the Sheets (coquetel)
O Between the Sheets é um coquetel feito com rum branco, conhaque, Triple Sec e suco de limão. A bebida é tradicionalmente servida fria, mas sem gelo, e é classificada pela International Bartenders Association como um coquetel do tipo "inesquecível".

## História
A origem do coquetel é geralmente creditada a Harry MacElhone, que trabalhou no Harry's New York Bar, em Paris nos anos 1930. O coquetel é considerado um derivado do sidecar. Contudo, existem teorias concorrentes que alegam que o coquetel foi criado no hotel londrino The Berkeley em torno de 1921, ou nos bordeis franceses como um aperitivo a ser consumido pelas prostitutas.

## Composição
De acordo com a IBA, o coquetel é constituído de:
- 30 ml de Cognac
- 30 ml de rum branco
- 30 ml de Triple Sec
- 20 ml de suco de limão

## Variações
A bebida é semelhante ao coquetel sidecar, alterando apenas no uso de menos conhaque e adição de rum. O coquetel Maiden's Prayer é conhecido como um nome alternativo para o Between the Sheets e como uma bebida diferente, feita com gin em vez de rum e conhaque, e com adição  de suco de laranja ao suco de limão.

## Ligações Externas
- Livro de Receitas Wikibook